# Cinemiracle

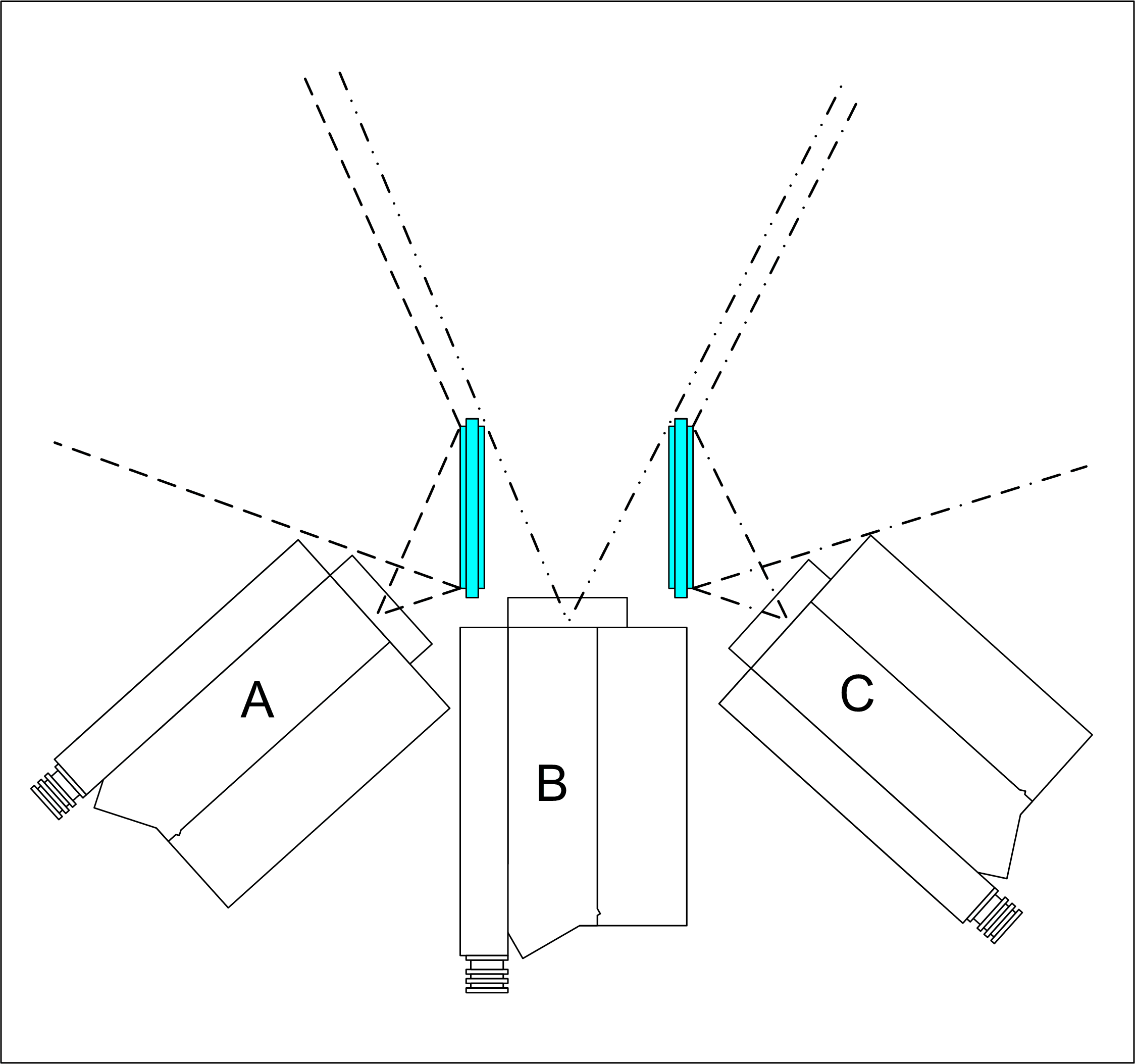
Das Cinemiracle-System mit zwei Spiegeln.

Cinemiracle ist ein in den frühen 1950er Jahren für den Kinofilm entwickeltes Breitwandverfahren mit dem Seitenverhältnis 3:1. Bei der Aufnahme und bei der Projektion sind drei 35-mm-Filmkameras beziehungsweise drei elektrisch gekoppelte Filmprojektoren nötig. Erfinder des Cinemiracle-Systems war Russell H. McCullough für die National Theatres Amusement Company.
Im Gegensatz zum vergleichbaren Cinerama-Verfahren werden hier die Teilbilder der beiden Außenkameras nicht direkt (nach vorne gerichtet), sondern über seitliche Spiegel aufgenommen (linke Kamera: rechtes Teilbild etc.). Bei der Projektion – auf eine 120° gekrümmte Leinwand – wird dann mit drei Filmprojektoren analog vorgegangen.
Bei der Aufnahme wurden drei Mitchell-Kameras für 35-mm-Film verwendet, die in einem festmontierten Kamerablock zusammengefasst wurden. Durch die unverzerrte Aufnahme kommt eine bessere Bildqualität zustande als beim anamorphotischen Verfahren. Die Kameras waren in der Lage horizontal einen Winkel von 146 Grad und vertikal von 55 Grad aufzunehmen. Als Filmmaterial wurde ein speziell entwickelter Film von Dubray-Howell Eastman verwendet, der mit 26 Filmbildern pro Sekunde belichtet wurde.
Der bekannteste der mit dieser Technik produzierten Filme ist der Dokumentarspielfilm „Windjammer“ (Windjammer: The Voyage of the Christian Radich) aus dem Jahr 1958. Für die deutsche Erstaufführung am 22. Mai 1959 in der Grugahalle (Essen) wurde dort zeitweise eine Leinwand mit 32 m Breite und 17 m Höhe installiert, zu der Zeit die größte Leinwand der Welt. In der Grugahalle wurde der Film 1959 und dann noch 1962 und 1965 gezeigt und dabei insgesamt von rund 650.000 Zuschauern gesehen.
Da nur wenige Kinos die aufwändige Projektion mit drei Projektoren durchführen konnten, wurde der Film „Windjammer“ später auf einfachen anamorphotischen 35-mm-Film umkopiert. Dabei waren die Trennungen des linken und rechten Filmbildes deutlich als helle Linien sichtbar. In seltenen Fernsehausstrahlungen wurde nur das mittlere Filmbild gesendet. Damit waren dann 60 Prozent des Filmes nicht sichtbar.
Das Verfahren wurde wegen der besseren Handlichkeit und Einfachheit von anamorphotischen Ein-Kamera-Systemen wie Cinemascope oder anderen Breitbildsystemen wie Todd-AO u. a. verdrängt. (Siehe auch Filmformat (Kinematografie))